# Készpénzfelvétel
A készpénzfelvétel a gazdaság szereplői, elsősorban pénzintézetek és ügyfeleik közötti kifizetéshez kapcsolódó pénzforgalmi ügylet (a készpénzbefizetés ellentéte); adott cégen belül a házipénztári kifizetés során is létrejön. 

## Lebonyolítása
A pénzintézet vagy gazdálkodó cég pénztáránál készpénzfelvételi/készpénzkiadási formanyomtatványt kell kitölteni, amelyet a pénztáros ellenőriz a felvevőt azonosító okmányok (általában személyi igazolvány) alapján. Ellenőrzés után a bizonylatot hitelesíti, átadja a készpénzt a felvevő részére a bizonylat eredeti vagy másolati példányával egyetemben. 

## Technikai fajtái
Bankszámláról történő kifizetések:
- készpénzfelvételi utalvánnyal
- postai úton kifizetési utalvánnyal
- pénzforgalmi betétkönyv útján
- bankkártya útján történő készpénzfelvétel

Házipénztárból történő kifizetések:
- pénztári kiadási bizonylattal

## Könyv
- Közgazdasági kislexikon.Pénzügyi és Kereskedelmi Enciklopédia. Főszerk. Bácskai Tamás. 1. kiadás. Budapest: Novotrade Rt. 1988. ISBN 978-963-02-5661-2  (isbn  963-02-5661-4) 210. oldal 409. oldal